# Bording Cup Ladies 2024
Bording Cup Ladies 2024 var den femte udgave af den danske løbsserie DCU Ladies Cup. Den blev afviklet over fem afdelinger fra slutningen af marts til starten af oktober 2024. 
Efter at have båret den gule førertrøje efter anden afdeling, blev Christina Bragh Lorenzen fra Team Interklima ABC Copenhagen også vinder af det samlede klasssement med et forspring på fem point til Julie Nielsen Maribo fra Team Sydbank BACH Advokater på andenpladsen. Lotto Dstny-rytteren Alberte Greve tog sig af tredjepladsen. Ni af rytterne i den samlede top 10, var enten fra Interklima ABC eller Team Sydbank. Alma Walther Møller Rasmussen fra Team Nyt Syn by Fialla vandt ungdomskonkurrencen som bedste U/19-rytter. Det var femte år i træk at en rytter fra ABC vandt Ladies Cup.

## Point
For hver afdeling blev der givet point til rytterne efter placering.
Nr. 1 fik 10 point, Nr. 2 fik 9 point, Nr. 3 fik 8 point, Nr. 4 fik 7 point... nr. 10 fik 1 point. Herudover blev der givet ét point til alle startende ryttere, samt ét point til alle fuldførende ryttere. I tilfælde af pointlighed var placeringen i senest afviklede løb afgørende.

## Hold
| UCI Women's WorldTeam- Uno-X Mobility UCI Women's Kontinentalhold- Lotto Dstny Ladies DCU Elite Teams (6)- Interklima ABC Copenhagen - Sydbank BACH Advokater - Team Rytger Carl Ras - Aalborg-Sparekassen Danmark Dame - Willing Able Racing - Nyt Syn by Fialla - U19P Amatørkvindehold- Sig Cycling Club Women Elite Regional- og klubhold (15)- Arbejdernes Bicycle Club København - Holbæk Cykelsport - Stavanger Sykleklubb - Cykleklubben FIX Rødovre - Ordrup Cycle Club - Cykling Odense - Nørrebro Cykleklub - Amager Cykle Ring - Birkerød Bicycle Club - Varde Cykelklub - Hjólreiðafélag Reykjavíkur - Aalborg Cykle-Ring - Klampenborg CC - MAAP x Rose Racing - Randers Cykleklub |
| |

## Resultater
| Etape    | Dato     | Start – Mål       | type        | Afstand (km) | Elevation (m) | Etapevinder                 | Førende rytter           |
| -------- | -------- | ----------------- | ----------- | ------------ | ------------- | --------------------------- | ------------------------ |
| 1. etape | 29. mar. | Askov – Askov     | flad etape  | 108,8        | 893 m         | Julie Nielsen Maribo        | Julie Nielsen Maribo     |
| 2. etape | 15. jun. | Nakskov – Nakskov | enkeltstart | 26,5         | 47 m          | Rebecca Koerner             | Christina Bragh Lorenzen |
| 3. etape | 16. jun. | Nysted – Nysted   | flad etape  | 111,6        | 711 m         | Christina Bragh Lorenzen    | Christina Bragh Lorenzen |
| 4. etape | 8. sep.  | Ørbæk – Ørbæk     | flad etape  | 102          |               | Maja Winther Brandt Heisel  | Christina Bragh Lorenzen |
| 5. etape | 6. okt.  | Mørkøv – Mørkøv   | flad etape  | 103,2        | 1.032 m       | Marie-Louise Hartz Krogager | Christina Bragh Lorenzen |

### 1. afdeling ved Vejen
Vejen Bicycle Club var langfredag den 29. marts, arrangør af den første afdeling af Bording Cup Ladies 2024. Løbet blev kaldt Strade Bianche Nord, efter det italienske løb Strade Bianche. Dette var fordi rytterne på den 108,8 km lange rute med start og mål i Askov vest for Vejen, skulle igennem 11 pavéer med grusunderlag.
| Askov - Askov | flad etape | (108,8 km) |

| \| Etaperesultat \| Etaperesultat \| Etaperesultat \| Etaperesultat \| Etaperesultat \| \| Rytter \| Rytter \| Hold \| Tid \| \| \| ------------- \| ----------------------------- \| --------------------------- \| ------------- \| ------------- \| \| 1. \| Julie Nielsen Maribo \| Team Sydbank BACH Advokater \| 2t 52' 32" \| \| \| 2. \| Christina Bragh Lorenzen \| Interklima ABC Copenhagen \| + 14" \| \| \| 3. \| Marie-Louise Hartz Krogager \| Team Sydbank BACH Advokater \| + 29" \| \| \| 4. \| Rosa Maria Klöser \| MAAP x Rose Racing \| + 32" \| \| \| 5. \| Anna Serop \| Team Sydbank BACH Advokater \| + 2' 03" \| \| \| 6. \| Agnes Bøg \| Interklima ABC Copenhagen \| + 2' 07" \| \| \| 7. \| Mathilde Cramer \| Team Rytger Carl Ras \| + 2' 12" \| \| \| 8. \| Alma Walther Møller Rasmussen \| Nyt Syn by Fialla - U19P \| + 2' 12" \| \| \| 9. \| Astrid Marie Bjørn Sørensen \| Team Sydbank BACH Advokater \| + 4' 05" \| \| \| 10. \| Matilda Frantzich \| Team Sydbank BACH Advokater \| + 5' 58" \| \| |                               |                             |            |
| |                               |                             |            |
| |                               |                             |            |
| Etaperesultat |                               |                             |            |
| Rytter | Rytter                        | Hold                        | Tid        |
| 1. | Julie Nielsen Maribo          | Team Sydbank BACH Advokater | 2t 52' 32" |
| 2. | Christina Bragh Lorenzen      | Interklima ABC Copenhagen   | + 14"      |
| 3. | Marie-Louise Hartz Krogager   | Team Sydbank BACH Advokater | + 29"      |
| 4. | Rosa Maria Klöser             | MAAP x Rose Racing          | + 32"      |
| 5. | Anna Serop                    | Team Sydbank BACH Advokater | + 2' 03"   |
| 6. | Agnes Bøg                     | Interklima ABC Copenhagen   | + 2' 07"   |
| 7. | Mathilde Cramer               | Team Rytger Carl Ras        | + 2' 12"   |
| 8. | Alma Walther Møller Rasmussen | Nyt Syn by Fialla - U19P    | + 2' 12"   |
| 9. | Astrid Marie Bjørn Sørensen   | Team Sydbank BACH Advokater | + 4' 05"   |
| 10. | Matilda Frantzich             | Team Sydbank BACH Advokater | + 5' 58"   |

#### Samlet klassement
| Pointkonkurrence | Pointkonkurrence              | Pointkonkurrence            | Pointkonkurrence | Pointkonkurrence |
| Rytter           | Rytter                        | Hold                        | Point            |                  |
| ---------------- | ----------------------------- | --------------------------- | ---------------- | ---------------- |
| 1.               | Julie Nielsen Maribo          | Team Sydbank BACH Advokater | 12 point         |                  |
| 2.               | Christina Bragh Lorenzen      | Interklima ABC Copenhagen   | 11 point         |                  |
| 3.               | Marie-Louise Hartz Krogager   | Team Sydbank BACH Advokater | 10 point         |                  |
| 4.               | Rosa Maria Klöser             | MAAP x Rose Racing          | 9 point          |                  |
| 5.               | Anna Serop                    | Team Sydbank BACH Advokater | 8 point          |                  |
| 6.               | Agnes Bøg                     | Interklima ABC Copenhagen   | 7 point          |                  |
| 7.               | Mathilde Cramer               | Team Rytger Carl Ras        | 6 point          |                  |
| 8.               | Alma Walther Møller Rasmussen | Nyt Syn by Fialla - U19P    | 5 point          |                  |
| 9.               | Astrid Marie Bjørn Sørensen   | Team Sydbank BACH Advokater | 4 point          |                  |
| 10.              | Matilda Frantzich             | Team Sydbank BACH Advokater | 3 point          |                  |

### 2. afdeling i Nakskov
Den 15. juni var Nakskov Cykle Club vært for Bording Cup Ladies 2. afdeling. Det var en 26,5 km lang enkeltstart, hvor der var start og mål på Axeltorv i centrum af Nakskov. Løbet var samtidig også Sjællandsmesterskaberne i enkeltstart.
| Nakskov - Nakskov | enkeltstart | (26,5 km) |

| \| Etaperesultat \| Etaperesultat \| Etaperesultat \| Etaperesultat \| Etaperesultat \| \| Rytter \| Rytter \| Hold \| Tid \| \| \| ------------- \| --------------------------- \| -------------------------------- \| ------------- \| ------------- \| \| 1. \| Rebecca Koerner \| Uno-X Mobility \| 35' 56" \| \| \| 2. \| Alberte Greve \| Lotto Dstny Ladies \| + 13" \| \| \| 3. \| Louise Norman Hansen \| Aalborg-Sparekassen Danmark Dame \| + 44" \| \| \| 4. \| Laura Auerbach-Lind \| Team Sydbank BACH Advokater \| + 1' 02" \| \| \| 5. \| Christina Bragh Lorenzen \| Interklima ABC Copenhagen \| + 1' 03" \| \| \| 6. \| Frederikke Asfeldt \| Aalborg-Sparekassen Danmark Dame \| + 1' 26" \| \| \| 7. \| Gertrud Riis Madsen \| Aalborg-Sparekassen Danmark Dame \| + 1' 28" \| \| \| 8. \| Julie Nielsen Maribo \| Team Sydbank BACH Advokater \| + 1' 40" \| \| \| 9. \| Ida Fialla \| Cykling Odense \| + 1' 44" \| \| \| 10. \| Marie-Louise Hartz Krogager \| Team Sydbank BACH Advokater \| + 1' 53" \| \| |                             |                                  |          |
| |                             |                                  |          |
| |                             |                                  |          |
| Etaperesultat |                             |                                  |          |
| Rytter | Rytter                      | Hold                             | Tid      |
| 1. | Rebecca Koerner             | Uno-X Mobility                   | 35' 56"  |
| 2. | Alberte Greve               | Lotto Dstny Ladies               | + 13"    |
| 3. | Louise Norman Hansen        | Aalborg-Sparekassen Danmark Dame | + 44"    |
| 4. | Laura Auerbach-Lind         | Team Sydbank BACH Advokater      | + 1' 02" |
| 5. | Christina Bragh Lorenzen    | Interklima ABC Copenhagen        | + 1' 03" |
| 6. | Frederikke Asfeldt          | Aalborg-Sparekassen Danmark Dame | + 1' 26" |
| 7. | Gertrud Riis Madsen         | Aalborg-Sparekassen Danmark Dame | + 1' 28" |
| 8. | Julie Nielsen Maribo        | Team Sydbank BACH Advokater      | + 1' 40" |
| 9. | Ida Fialla                  | Cykling Odense                   | + 1' 44" |
| 10. | Marie-Louise Hartz Krogager | Team Sydbank BACH Advokater      | + 1' 53" |

#### Samlet klassement
| Pointkonkurrence | Pointkonkurrence            | Pointkonkurrence                 | Pointkonkurrence | Pointkonkurrence |
| Rytter           | Rytter                      | Hold                             | Point            |                  |
| ---------------- | --------------------------- | -------------------------------- | ---------------- | ---------------- |
| 1.               | Christina Bragh Lorenzen    | Interklima ABC Copenhagen        | 19 point         |                  |
| 2.               | Julie Nielsen Maribo        | Team Sydbank BACH Advokater      | 17 point         |                  |
| 3.               | Marie-Louise Hartz Krogager | Team Sydbank BACH Advokater      | 13 point         |                  |
| 4.               | Rebecca Koerner             | Uno-X Mobility                   | 12 point         |                  |
| 5.               | Alberte Greve               | Lotto Dstny Ladies               | 11 point         |                  |
| 6.               | Anna Serop                  | Team Sydbank BACH Advokater      | 10 point         |                  |
| 7.               | Louise Norman Hansen        | Aalborg-Sparekassen Danmark Dame | 10 point         |                  |
| 8.               | Laura Auerbach-Lind         | Team Sydbank BACH Advokater      | 9 point          |                  |
| 9.               | Agnes Bøg                   | Interklima ABC Copenhagen        | 9 point          |                  |
| 10.              | Gertrud Riis Madsen         | Aalborg-Sparekassen Danmark Dame | 8 point          |                  |

### 3. afdeling ved Nysted
Dagen efter at 2. afdeling af Bording Cup Ladies 2024 blev afviklet, var Lolland-Falster Cykle Klub den 16. juni arrangør af 3. afdeling. Omgangene på den 111,6 km lange rute med start og mål i Nysted, var næsten identisk med den som blev kørt på ved DM i landevejscykling 2018.
| Nysted - Nysted | flad etape | (111,6 km) |

| \| Etaperesultat \| Etaperesultat \| Etaperesultat \| Etaperesultat \| Etaperesultat \| \| Rytter \| Rytter \| Hold \| Tid \| \| \| ------------- \| ------------------------------- \| -------------------------------- \| ------------- \| ------------- \| \| 1. \| Christina Bragh Lorenzen \| Interklima ABC Copenhagen \| 2t 56' 09" \| \| \| 2. \| Olympia Bianca Norrid-Mortensen \| Team Sydbank BACH Advokater \| + 1" \| \| \| 3. \| Julie Nielsen Maribo \| Team Sydbank BACH Advokater \| + 2" \| \| \| 4. \| Alberte Greve \| Lotto Dstny Ladies \| + 2" \| \| \| 5. \| Caroline Kirk Schad \| Interklima ABC Copenhagen \| + 6" \| \| \| 6. \| Laura Auerbach-Lind \| Team Sydbank BACH Advokater \| + 6" \| \| \| 7. \| Kamma Bergholt \| Team Rytger Carl Ras \| + 6" \| \| \| 8. \| Katrine Klinkby Rostbøll \| Aalborg-Sparekassen Danmark Dame \| + 20" \| \| \| 9. \| Matilda Frantzich \| Team Sydbank BACH Advokater \| + 1' 15" \| \| \| 10. \| Michelle Andres \| Team Sydbank BACH Advokater \| + 1' 15" \| \| |                                 |                                  |            |
| |                                 |                                  |            |
| |                                 |                                  |            |
| Etaperesultat |                                 |                                  |            |
| Rytter | Rytter                          | Hold                             | Tid        |
| 1. | Christina Bragh Lorenzen        | Interklima ABC Copenhagen        | 2t 56' 09" |
| 2. | Olympia Bianca Norrid-Mortensen | Team Sydbank BACH Advokater      | + 1"       |
| 3. | Julie Nielsen Maribo            | Team Sydbank BACH Advokater      | + 2"       |
| 4. | Alberte Greve                   | Lotto Dstny Ladies               | + 2"       |
| 5. | Caroline Kirk Schad             | Interklima ABC Copenhagen        | + 6"       |
| 6. | Laura Auerbach-Lind             | Team Sydbank BACH Advokater      | + 6"       |
| 7. | Kamma Bergholt                  | Team Rytger Carl Ras             | + 6"       |
| 8. | Katrine Klinkby Rostbøll        | Aalborg-Sparekassen Danmark Dame | + 20"      |
| 9. | Matilda Frantzich               | Team Sydbank BACH Advokater      | + 1' 15"   |
| 10. | Michelle Andres                 | Team Sydbank BACH Advokater      | + 1' 15"   |

#### Samlet klassement
| Pointkonkurrence | Pointkonkurrence                | Pointkonkurrence            | Pointkonkurrence | Pointkonkurrence |
| Rytter           | Rytter                          | Hold                        | Point            |                  |
| ---------------- | ------------------------------- | --------------------------- | ---------------- | ---------------- |
| 1.               | Christina Bragh Lorenzen        | Interklima ABC Copenhagen   | 31 point         |                  |
| 2.               | Julie Nielsen Maribo            | Team Sydbank BACH Advokater | 27 point         |                  |
| 3.               | Alberte Greve                   | Lotto Dstny Ladies          | 20 point         |                  |
| 4.               | Laura Auerbach-Lind             | Team Sydbank BACH Advokater | 16 point         |                  |
| 5.               | Marie-Louise Hartz Krogager     | Team Sydbank BACH Advokater | 15 point         |                  |
| 6.               | Olympia Bianca Norrid-Mortensen | Team Sydbank BACH Advokater | 13 point         |                  |
| 7.               | Caroline Kirk Schad             | Interklima ABC Copenhagen   | 12 point         |                  |
| 8.               | Anna Serop                      | Team Sydbank BACH Advokater | 12 point         |                  |
| 9.               | Rebecca Koerner                 | Uno-X Mobility              | 12 point         |                  |
| 10.              | Agnes Bøg                       | Interklima ABC Copenhagen   | 11 point         |                  |

### 4. afdeling ved Ørbæk
Bording Cup Ladies 4. afdeling blev kørt den 8. september omkring Ørbæk med Nyborg Cykle Klub som arrangør.
| Ørbæk - Ørbæk | flad etape | (102 km) |

| \| Etaperesultat \| Etaperesultat \| Etaperesultat \| Etaperesultat \| Etaperesultat \| \| Rytter \| Rytter \| Hold \| Tid \| \| \| ------------- \| ------------------------------- \| --------------------------- \| ------------- \| ------------- \| \| 1. \| Maja Winther Brandt Heisel \| Interklima ABC Copenhagen \| 2t 46' 10" \| \| \| 2. \| Agnes Bøg \| Interklima ABC Copenhagen \| + 1' 34" \| \| \| 3. \| Astrid Marie Bjørn Sørensen \| Team Sydbank BACH Advokater \| + 1' 49" \| \| \| 4. \| Christina Bragh Lorenzen \| Interklima ABC Copenhagen \| + 3' 37" \| \| \| 5. \| Alberte Greve \| Lotto Dstny Ladies \| + 3' 37" \| \| \| 6. \| Julie Nielsen Maribo \| Team Sydbank BACH Advokater \| + 3' 37" \| \| \| 7. \| Caroline Kirk Schad \| Interklima ABC Copenhagen \| + 3' 44" \| \| \| 8. \| Alma Walther Møller Rasmussen \| Nyt Syn by Fialla - U19P \| + 4' 27" \| \| \| 9. \| Anna Serop \| Team Sydbank BACH Advokater \| + 4' 27" \| \| \| 10. \| Olympia Bianca Norrid-Mortensen \| Team Sydbank BACH Advokater \| + 4' 27" \| \| |                                 |                             |            |
| |                                 |                             |            |
| |                                 |                             |            |
| Etaperesultat |                                 |                             |            |
| Rytter | Rytter                          | Hold                        | Tid        |
| 1. | Maja Winther Brandt Heisel      | Interklima ABC Copenhagen   | 2t 46' 10" |
| 2. | Agnes Bøg                       | Interklima ABC Copenhagen   | + 1' 34"   |
| 3. | Astrid Marie Bjørn Sørensen     | Team Sydbank BACH Advokater | + 1' 49"   |
| 4. | Christina Bragh Lorenzen        | Interklima ABC Copenhagen   | + 3' 37"   |
| 5. | Alberte Greve                   | Lotto Dstny Ladies          | + 3' 37"   |
| 6. | Julie Nielsen Maribo            | Team Sydbank BACH Advokater | + 3' 37"   |
| 7. | Caroline Kirk Schad             | Interklima ABC Copenhagen   | + 3' 44"   |
| 8. | Alma Walther Møller Rasmussen   | Nyt Syn by Fialla - U19P    | + 4' 27"   |
| 9. | Anna Serop                      | Team Sydbank BACH Advokater | + 4' 27"   |
| 10. | Olympia Bianca Norrid-Mortensen | Team Sydbank BACH Advokater | + 4' 27"   |

#### Samlet klassement
| Pointkonkurrence | Pointkonkurrence                | Pointkonkurrence            | Pointkonkurrence | Pointkonkurrence |
| Rytter           | Rytter                          | Hold                        | Point            |                  |
| ---------------- | ------------------------------- | --------------------------- | ---------------- | ---------------- |
| 1.               | Christina Bragh Lorenzen        | Interklima ABC Copenhagen   | 40 point         |                  |
| 2.               | Julie Nielsen Maribo            | Team Sydbank BACH Advokater | 34 point         |                  |
| 3.               | Alberte Greve                   | Lotto Dstny Ladies          | 28 point         |                  |
| 4.               | Agnes Bøg                       | Interklima ABC Copenhagen   | 22 point         |                  |
| 5.               | Caroline Kirk Schad             | Interklima ABC Copenhagen   | 18 point         |                  |
| 6.               | Laura Auerbach-Lind             | Team Sydbank BACH Advokater | 18 point         |                  |
| 7.               | Astrid Marie Bjørn Sørensen     | Team Sydbank BACH Advokater | 17 point         |                  |
| 8.               | Maja Winther Brandt Heisel      | Interklima ABC Copenhagen   | 16 point         |                  |
| 9.               | Anna Serop                      | Team Sydbank BACH Advokater | 16 point         |                  |
| 10.              | Olympia Bianca Norrid-Mortensen | Team Sydbank BACH Advokater | 16 point         |                  |

### 5. afdeling ved Mørkøv
For tredje år i træk var Holbæk Cykelsport vært for Bording Cup Ladies sidste afdeling der blev kørt 6. oktober, og som vanen tro blev kørt med start og mål i Mørkøv.
| Mørkøv - Mørkøv | flad etape | (103,2 km) |

| \| Etaperesultat \| Etaperesultat \| Etaperesultat \| Etaperesultat \| Etaperesultat \| \| Rytter \| Rytter \| Hold \| Tid \| \| \| ------------- \| --------------------------- \| -------------------------------- \| ------------- \| ------------- \| \| 1. \| Marie-Louise Hartz Krogager \| Team Sydbank BACH Advokater \| 2t 40' 02" \| \| \| 2. \| Sigrid Ytterhus Haugset \| Team Coop-Repsol \| + 0" \| \| \| 3. \| Karen Maria Weiss \| Cykling Odense \| + 0" \| \| \| 4. \| Aleksandra Jensen \| Sig Cycling Club Women Elite \| + 0" \| \| \| 5. \| Amalie Kvist Nybroe \| Interklima ABC Copenhagen \| + 0" \| \| \| 6. \| Julie Marckmann Sørensen \| Aalborg-Sparekassen Danmark Dame \| + 0" \| \| \| 7. \| Julie Nielsen Maribo \| Team Sydbank BACH Advokater \| + 3' 34" \| \| \| 8. \| Christina Bragh Lorenzen \| Interklima ABC Copenhagen \| + 3' 34" \| \| \| 9. \| Matilda Frantzich \| Team Sydbank BACH Advokater \| + 3' 34" \| \| \| 10. \| Caroline Kirk Schad \| Interklima ABC Copenhagen \| + 3' 34" \| \| |                             |                                  |            |
| |                             |                                  |            |
| |                             |                                  |            |
| Etaperesultat |                             |                                  |            |
| Rytter | Rytter                      | Hold                             | Tid        |
| 1. | Marie-Louise Hartz Krogager | Team Sydbank BACH Advokater      | 2t 40' 02" |
| 2. | Sigrid Ytterhus Haugset     | Team Coop-Repsol                 | + 0"       |
| 3. | Karen Maria Weiss           | Cykling Odense                   | + 0"       |
| 4. | Aleksandra Jensen           | Sig Cycling Club Women Elite     | + 0"       |
| 5. | Amalie Kvist Nybroe         | Interklima ABC Copenhagen        | + 0"       |
| 6. | Julie Marckmann Sørensen    | Aalborg-Sparekassen Danmark Dame | + 0"       |
| 7. | Julie Nielsen Maribo        | Team Sydbank BACH Advokater      | + 3' 34"   |
| 8. | Christina Bragh Lorenzen    | Interklima ABC Copenhagen        | + 3' 34"   |
| 9. | Matilda Frantzich           | Team Sydbank BACH Advokater      | + 3' 34"   |
| 10. | Caroline Kirk Schad         | Interklima ABC Copenhagen        | + 3' 34"   |

## Samlet klassement
| Pointkonkurrence | Pointkonkurrence                | Pointkonkurrence            | Pointkonkurrence | Pointkonkurrence |
| Rytter           | Rytter                          | Hold                        | Point            |                  |
| ---------------- | ------------------------------- | --------------------------- | ---------------- | ---------------- |
| 1.               | Christina Bragh Lorenzen        | Interklima ABC Copenhagen   | 45 point         |                  |
| 2.               | Julie Nielsen Maribo            | Team Sydbank BACH Advokater | 40 point         |                  |
| 3.               | Alberte Greve                   | Lotto Dstny Ladies          | 30 point         |                  |
| 4.               | Marie-Louise Hartz Krogager     | Team Sydbank BACH Advokater | 27 point         |                  |
| 5.               | Agnes Bøg                       | Interklima ABC Copenhagen   | 24 point         |                  |
| 6.               | Caroline Kirk Schad             | Interklima ABC Copenhagen   | 21 point         |                  |
| 7.               | Laura Auerbach-Lind             | Team Sydbank BACH Advokater | 20 point         |                  |
| 8.               | Astrid Marie Bjørn Sørensen     | Team Sydbank BACH Advokater | 19 point         |                  |
| 9.               | Maja Winther Brandt Heisel      | Interklima ABC Copenhagen   | 18 point         |                  |
| 10.              | Olympia Bianca Norrid-Mortensen | Team Sydbank BACH Advokater | 18 point         |                  |

## Trøjernes fordeling gennem løbet
| Etape    |             | Vinder _                    | Samlede stilling         | Ungdomstrøje                  |
| -------- | ----------- | --------------------------- | ------------------------ | ----------------------------- |
| 1. etape | flad etape  | Julie Nielsen Maribo        | Julie Nielsen Maribo     | Mathilde Cramer               |
| 2. etape | enkeltstart | Rebecca Koerner             | Christina Bragh Lorenzen | Mathilde Cramer               |
| 3. etape | flad etape  | Christina Bragh Lorenzen    | Christina Bragh Lorenzen | Mathilde Cramer               |
| 4. etape | flad etape  | Maja Winther Brandt Heisel  | Christina Bragh Lorenzen | Alma Walther Møller Rasmussen |
| 5. etape | flad etape  | Marie-Louise Hartz Krogager | Christina Bragh Lorenzen | Alma Walther Møller Rasmussen |
| Samlet   | Samlet      |                             | Christina Bragh Lorenzen | Alma Walther Møller Rasmussen |